# Jelantik
Jelantik is een bestuurslaag in het regentschap Centraal-Lombok van de provincie West-Nusa Tenggara, Indonesië. Jelantik telt 8730 inwoners (volkstelling 2010).